# Панфилов, Александр Юрьевич
Александр Юрьевич Панфилов (род. 7 марта 1990, Ленинград) — российский футболист и игрок в пляжный футбол, вратарь.
В начале карьеры играл за любительские клубы «Антрис-Стандарт» СПб (2006—2007), «Еврострой» Всеволожск (2008), «FMA-Спорт» СПб (2009), «Краснодар-д» (2009), «Апатит» Кировск (2010), «Нева-Спорт» СПб (2011, 2012). В 2013—2014 годах сыграл 43 матча за эстонский «Ярве» Кохтла-Ярве, параллельно провёл два матча в чемпионате Эстонии 2014 года в составе «Локомотива» Йыхви.
В 2008 году сыграл два матча в чемпионате России по пляжному футболу за клуб «Golden» СПб, в 2010 стал бронзовым призёром чемпионата, сыграв 9 матчей. С 2016 года — в составе клуба «Сити» Ленинградская область.
В 2014 году играл за «Василеостровец» в Кубке России по футболу 8x8.